# Сніжні гори
Сніжні гори (англ. Snowy Mountains) — гори в Австралії, розташовані на території штату Новий Південний Уельс.

## Географія
Сніжні гори є частиною найвищого гірського ланцюга Австралії, вищою точкою якої, як і всій Австралії, є гора Косцюшко (2228 м). Крім того, в них розташовані п'ять найвищих піків континентальної частини Австралії, висота яких перевищує 2100 м. Географічно Сніжні гори є частиною Австралійських Альп, які, своєю чергою, входять до складу Великого Вододільного хребта. У ланцюзі розташовані п'ять континентальних австралійських льодовикових озер (Блу-Лейк, Албіна, Кутапатамба, Клаб і Хедлі). У зимові місяці (червень-початок серпня) гори покриті снігом і придатні для катання на лижах.